# Pretty Guardian Sailor Moon
Pretty Guardian Sailor Moon (美少女戦士セーラームーン Bishōjo Senshi Sērā Mūn) est une série télévisée live (tokusatsu) japonaise en 49 épisodes de 30 minutes, créée d'après le manga Sailor Moon, de Naoko Takeuchi, et diffusée au Japon entre le 4 octobre 2003 au 25 septembre 2004 sur les réseaux CBC et TBS Channel 26. Cette série est inédite en France.

## Synopsis
Tokyo, 2004. Usagi Tsukino est une jeune collégienne de 14 ans, plutôt paumée et pas très douée pour l'école, qui apparemment n'a rien d'exceptionnel. Mais un jour, un chat en peluche lui tombe littéralement sur la tête. Usagi apprend alors qu'elle est une guerrière Sailor, Sailor Moon, dont la mission est de retrouver la Princesse de la Lune et de combattre le maléfique Dark Kingdom, dirigé par Queen Beryl, assistée de ses quatre sbires, Jadeite, Kunzite, Nephrite et Zoisite. La méchante reine des ténèbres tente de voler l'énergie des humains et de retrouver le Cristal d'argent afin de ressusciter Queen Metallia, une entité négative. Elle compte bien prendre possession de la Terre et assouvir ses plus sombres desseins...
Heureusement, Usagi ne tarde pas à trouver des alliées : Ami Mizuno, alias Sailor Mercury, la guerrière Sailor de l'eau, Rei Hino, ou Sailor Mars, la guerrière du feu et Makoto Kino, Sailor Jupiter, la guerrière de l'électricité. Sailor Moon peut aussi compter sur l'aide de Tuxedo Mask, un mystérieux homme masqué qui vient régulièrement à son secours, mais aussi sur Sailor Venus, qui est en fait la célèbre idole japonaise Minako Aino.

## Distribution

### Principal
- Miyuu Sawai : Usagi Tsukino/Sailor Moon/Princesse Serenity
- Chisaki Hama : Ami Mizuno/Sailor Mercury
- Keiko Kitagawa : Rei Hino/Sailor Mars
- Miyuu Azama : Makoto Kino/Sailor Jupiter
- Ayaka Komatsu : Minako Aino/Sailor Venus/Sailor V
- Jyoji Shibue :  Mamoru Chiba/Tuxedo Kamen/Prince Endymion
- Aya Sugimoto : Queen Beryl
- Jun Masuo : Jadeite
- Hiroyuki Matsumoto : Nephrite
- Yoshito Endou : Zoisite
- Akira Kubodera : Kunzite
- Masaya Kikawada : Furuhata Motoki
- Chieko Kawabe : Naru Osaka
- Rina Koike : Luna Nekono/Sailor Luna
- Alisa Durbrow : Mio Kuroki
- Kaori Moriwaka : Ikuko Tsukino
- Naoki Takeshi : Shingo Tsukino
- Matsushita Moeco : Hina Kusaka

### Second rôle
- Natsumi Kiyoura : Momoko Kimura

### Voix
- Kappei Yamaguchi : Artemis (voix)
- Keiko Han : Luna (voix)

## Fiche technique
- Production : Toei Co. Ltd., Toei Agency, CAZBE
- Publicité/Agence de Marketing : Dentsu
- Producteurs : Okazaki Takeshi (CBC), Takezawa Toshiyuki (CAZBE), Yada Kouichi (Toei Agency), Sakata Yuuma (Dentsu), Shirakura Shin'ichiro (Toei), Maruyama Shin'ya (Toei)
- Script : Kobayashi Kiyoko
- Superviseur : Tasaki Ryuuta

## Historique
En 2003, Tōei animation annonce une adaptation en drama (tokusatsu) de la franchise Sailor Moon. Les premières auditions ont lieu en juin de la même année et attirent plus de 1 150 participants. Naoko Takeuchi s’implique particulièrement dans le choix des acteurs. La distribution finale est révélée le 31 juillet lors d’une conférence de presse à Yokohama. La série est alors baptisée officiellement Pretty Guardian Sailor Moon (souvent abrégé en « PGSM » par les fans) et est produite par Tōei. Ce nom anglais est repris pour la réédition des mangas la même année. Le tournage commence le 11 août 2003 et le premier épisode est diffusé sur CBC/TBS le 4 octobre 2003, à 7 h 30 du matin. La série se termine le 25 septembre 2004.
Le drama reprend des éléments du premier arc du manga, puis s’en écarte sensiblement. Les principaux changements concernent Sailor Venus, qui, en civil, est Minako Aino, une célèbre chanteuse japonaise et qui ne s’intègre pas au groupe de Sailor Moon, mais aussi la création de nouveaux personnages comme Sailor Luna et Dark Sailor Mercury. Pretty Guardian Sailor Moon a bénéficié de nombreux effets spéciaux, en particulier pour les transformations et les attaques des personnages. Le scénario et la création des personnages propres à la version live sont supervisés par Naoko Takeuchi. Finalement, la série compte 49 épisodes, dénommés, comme le manga, en « actes ». Deux épisodes spéciaux, Special Act et Act Zero sont sortis en direct-to-video après la diffusion de la série.

## Musiques

### Albums
- 22 décembre 2004 : "Moonlight Real Box"
- 25 novembre 2004 : "Complete Moon Collection"
- 21 juillet 2004 : "Koro-chan Pack 2"
- 21 juillet 2004 : "DJ Moon 3"
- 23 juin 2004 : "Dear My Friend"
- 19 mai 2004 : "DJ Moon 2"
- 25 février 2004 : "Koro-chan Pack 3"
- 25 février 2004 : "Koro-chan Pack 1"
- 18 février 2004 : "DJ Moon 1"

### Singles
- 21 avril 2004 : "Pretty Guardian Sailor Jupiter - Kino Makoto"
- 21 avril 2004 : "Pretty Guardian Sailor Mercury - Mizuno Ami"
- 31 mars 2004 : "Pretty Guardian Sailor Venus - Aino Minako"
- 31 mars 2004 : "Pretty Guardian Sailor Mars - Hino Rei"
- 31 mars 2004 : "Pretty Guardian Sailor Moon - Tsukino Usagi"
- 19 novembre 2003 : "Kirari Sailor Dream"

## Commentaires
Un épisode spécial, Make-up!! Pretty Guardian Sailor Moon, qui est en fait un making-of de 30 minutes a été diffusé le 25 septembre 2003.
La chanson thème de la série s'appelle Kirari☆Sailor Dream! et est interprétée par la chanteuse pop japonaise Sae. Les paroles de la chanson ont été écrites par Naoko Takeuchi

### Films
- 2004 : Pretty Guardian Sailor Moon: Act Special, de Ryuta Tazaki
- 2005 : Pretty Guardian Sailor Moon: Act Zero, de Ryuta Tazaki